# Xeon
Il nome Xeon viene utilizzato da Intel fin dal 1998 per indicare i processori pensati per i sistemi server di fascia media basati sull'architettura x86. Nelle intenzioni del produttore, sono destinati a piccoli server aziendali che devono supportare un numero limitato di utenti e si collocano quindi nel settore tra i processori desktop e quelli progettati per i server ad alte prestazioni (Itanium e Itanium 2), di fascia (e prezzo) più alta.
Sebbene storicamente tutti i progetti dei vari Xeon che si sono succeduti nel tempo siano sempre stati derivati dalle controparti desktop, in genere sono caratterizzati da una cache più grande, un'affidabilità maggiore, il supporto per architetture multiprocessore e un socket diverso.
Il primo Xeon ad arrivare sul mercato venne derivato dalla seconda generazione del processore desktop Pentium II e proprio per sottolineare tale eredità il nome commerciale in origine comprendeva proprio il nome del processore da cui derivava; il primo Xeon quindi venne commercializzato come "Pentium II Xeon". Successivamente, con il passaggio al Pentium III venne aggiornata anche la gamma Xeon che diventò per l'occasione "Pentium III Xeon".
A partire dal 2001 Intel passò all'architettura NetBurst del Pentium 4 e per l'occasione scelse di semplificare il marchio indicando i nuovi processori semplicemente come "Xeon" ma differenziandoli in base al tipo di sistemi a cui sarebbero stati indirizzati: Xeon DP (acronimo di "Dual Processors") per indicare quelli pensati per i sistemi biprocessore, e Xeon MP (acronimo di "Multi Processors") per indicare quelli pensati per i sistemi multiprocessore.
Per molti anni il concorrente del processore Xeon fu l'Athlon MP prodotto dalla concorrente Advanced Micro Devices ma che non ebbe mai un particolare successo di pubblico; a partire dal 2003 però, arrivò l'Opteron che aveva prestazioni superiori ai corrispondenti modelli di Xeon offerti da Intel in quel periodo. Successivi sviluppi da parte di Intel permisero gradualmente di colmare le distanze (ad esempio l'adozione di un BUS dedicato a ciascuna coppia di processori in modo da limitare i "colli di bottiglia" nella comunicazione tra CPU e chipset), fino a riprendere la leadership delle prestazioni grazie all'abbandono dell'architettura NetBurst in favore della Intel Core Microarchitecture, grazie alla quale venne privilegiata l'efficienza generale al puro aumento della frequenza di clock.
Tale supremazia è continuata nel 2009 con il rilascio dei primi Xeon basati su architettura Nehalem, successiva alla "Core", e dotata di controller della memoria RAM integrato e BUS seriale chiamato Intel QuickPath Interconnect (QPI).

## Caratteristiche principali

### Famiglia Xeon

#### Drake (variante del core Deschutes)
Il primo processore commercializzato con il marchio "Xeon" fu il core Drake, ovvero una variante della seconda generazione dei processori desktop Pentium II, conosciuta come Deschutes; proprio per evidenziare la sua discendenza dal processore pensato per il settore desktop, anche il nome commerciale fu "Pentium II Xeon". Veniva realizzato mediante processo produttivo a 250 nm ed era dotato di una cache L2 variabile tra i 512 kB e i 2 MB.

#### Tanner
Così come Drake era la variante server di un core pensato per il settore desktop e alla base di un Pentium II, allo stesso modo all'uscita del primo Pentium III venne realizzata una specifica versione, conosciuta come Tanner, che comunque non introduceva particolari novità rispetto al predecessore, a parte il nuovo set di istruzioni SSE; anche in questo caso il nome commerciale riprendeva quello del processore desktop da cui derivava, "Pentium III Xeon".

#### Cascades
All'uscita della seconda generazione del Pentium III, arrivò anche la variante Cascades per i server che veniva realizzata mediante processo produttivo a 180 nm e, al pari dei predecessori, era disponibile con tagli di cache L2 differenti e anche diverse velocità di bus.

### Famiglia Xeon DP (sistemi biprocessore)

#### Foster
Foster fu il primo Xeon ad essere basato sull'architettura NetBurst del Pentium 4, e per l'occasione Intel abbandonò il riferimento del processore desktop nel nome commerciale, limitandosi al semplice "Xeon" (con l'aggiunta del suffisso DP ad indicare la destinazione verso i sistemi biprocessore), sebbene le differenze rispetto a tale versione fossero minime. Il processo produttivo era ancora quello a 180 nm ma il socket era il 603; derivando dal Pentium 4 introduceva anche le istruzioni SSE2.

#### Prestonia
Prestonia derivava dalla seconda generazione del Pentium 4, e introdusse di conseguenza il processo produttivo a 130 nm; fu un core molto longevo e proprio per questo vide nella sua storia diverse migliorie che permisero di passare dagli iniziali 1,8 GHz fino a 3,2 GHz delle ultime versioni. Venne introdotto anche il Socket 604 e la tecnologia Hyper-Threading, oltre alla possibilità di integrare diversi quantitativi di cache L3.

#### Nocona
Proseguendo la strada intrapresa dai suoi predecessori, Nocona si basò sulla terza generazione del Pentium 4 e veniva realizzato a 90 nm. Vennero introdotte le istruzioni SSE3 e EM64T per l'esecuzione di codice a 64 bit, e in un secondo tempo arrivò anche la tecnologia di protezione XD-bit; anche il BUS venne aumentato fino a 800 MHz.

#### Irwindale
Irwindale era molto simile a Nocona, differenziandosi solamente per la dotazione di cache L2 raddoppiata 2 MB e per la presenza della tecnologia di risparmio energetico SpeedStep.

#### Paxville DP
Paxville DP fu il primo Xeon DP dual core, formato fondamentalmente da 2 core Irwindale montati sullo stesso package. Si trattava di una particolare versione del processore Paxville (che era invece pensato per i sistemi multiprocessore) modificata per poter essere utilizzato sulle piattaforme DP biprocessore, ma non era il successore di Irwindale in quanto ne venne presentato un unico modello che si affiancava a quelli basati su Irwindale già presenti sul mercato. Fu una sorta di "tappa buchi" per poter offrire una versione di Xeon dual core, pur non avendo ancora pronto un progetto completo ed efficiente pensato per questo scopo.

#### Sossaman
Sossaman era un particolare tipo di Xeon DP basato, non sulla consueta architettura NetBurst del Pentium 4 e degli altri Xeon presentati fino a quel momento, ma su quella mobile del processore Core Duo Yonah. Non fu un vero e proprio successore dei modelli precedenti, quanto più una variante specifica pensata per l'integrazione nei sistemi che richiedevano soluzioni a consumo estremamente ridotto; tali caratteristiche furono possibili sia grazie al tipo di architettura sia al processo produttivo a 65 nm.

#### Dempsey
Dempsey fu il vero successore dei core Irwindale e Paxville DP; fu il primo Xeon DP dual core ad essere disponibile in volumi e veniva realizzato mediante processo produttivo a 65 nm; introdusse, tra le altre cose, la tecnologia di virtualizzazione Vanderpool, il BUS fino a 1066 MHz, 2 cache L2 (una per ciascun core) da 2 MB, per un totale di 4 MB e il Socket 771. Per identificare i nuovi processori inoltre, arrivò anche il processor number, ovvero quella numerazione che serve a distinguere i vari modelli non solo in base al clock di esercizio ma anche rispetto ad altre caratteristiche, quali i consumi, la dotazione di cache, ecc.

#### Woodcrest
Woodcrest fu un progetto molto importante nella storia del processore Xeon DP, infatti fu il primo ad essere basato sull'architettura Intel Core Microarchitecture, successiva alla NetBurst, e che prediligeva l'efficienza generale al puro aumento della frequenza operativa. Il processo produttivo era sempre quello a 65 nm ma il suo consumo era poco più della metà di quello del predecessore a fronte di prestazioni superiori anche del 125%. Con questa architettura venne abbandonata la tecnologia Hyper-Threading ma la cache L2, sebbene ancora di 4 MB, era unificata tra i due core e il BUS era salito a 1333 MHz.

#### Clovertown
Clovertown non fu un vero e proprio successore di Woodcrest, dato che si affiancò a questo pochi mesi dopo la sua presentazione; fu però importante in quanto rappresentava la prima CPU a 4 core nel panorama degli Xeon DP. Era in sostanza formato da 2 core Woodcrest montati sullo stesso package ed era quindi dotato di una cache L2 che arrivava fino a 8 MB (in realtà erano 2 da 4 MB, ciascuna dedicata a una coppia di core).

#### Wolfdale DP
Con il passaggio al processo produttivo a 45 nm si passò alla seconda generazione dei processori basati sull'architettura Core; l'evoluzione di Woodcrest a 45 nm fu Wolfdale DP, anch'esso dual core, ma in grado di migliorare ulteriormente l'efficienza energetica, grazie anche all'aumento del 50% della cache L2 (ora di 6 MB), e la parziale introduzione delle istruzioni SSE4. Venne presentata anche una versione con BUS a 1600 MHz.

#### Harpertown
Al pari di quanto fatto con Wolfdale DP, anche il primo Xeon DP a 4 core (Clovertown) venne aggiornato grazie al nuovo processo produttivo; arrivò il core Harpertown, formato da 2 core Wolfdale DP e che si affiancò a questo in modo da completare il rinnovamento dell'offerta con processori sia a 2 che a 4 core. La presenza di 2 core Wolfdale DP su un unico package portò la cache L2 a raggiungere i 12 MB complessivi e anche in questo caso vennero presentate varianti con BUS fino a 1600 MHz.

#### Gainestown
Gainestown è il primo Xeon DP ad essere basato sulla nuova architettura Nehalem, successiva alla "Core" dei suoi predecessori, e proprio per questo porta con sé diverse innovazioni: tra queste si possono citare l'abbandono del tradizionale BUS parallelo in favore del nuovo di tipo seriale, chiamato Intel QuickPath Interconnect (QPI), l'integrazione del controller della memoria RAM e il Socket 1366. La nuova architettura prevede inoltre un'ampia cache L3 condivisa tra tutti e 4 i core, in luogo della precedente L2 condivise solo tra ogni coppia di core, il ritorno della tecnologia Hyper-Threading e la nuova Intel Turbo Mode per migliorare le prestazioni con quelle applicazioni che non sono in grado sfruttare adeguatamente la presenza di 4 core di processore.

### Famiglia Xeon MP (sistemi multiprocessore)

#### Foster
Foster fu il primo Xeon ad essere basato sull'architettura NetBurst del Pentium 4, e per l'occasione Intel abbandonò il riferimento del processore desktop nel nome commerciale, limitandosi al semplice "Xeon" (con l'aggiunta del suffisso MP ad indicare la destinazione verso i sistemi multiprocessore); come accennato sopra lo stesso core venne utilizzato anche per gli Xeon DP ma le versioni pensate per i sistemi a più vie erano dotati anche di cache L3 in tagli variabili. Derivando dal Pentium 4 introduceva anche le istruzioni SSE2.

#### Gallatin
Gallatin portava i vantaggi introdotti con lo Xeon DP Prestonia, nell'ambito dei sistemi multiprocessore; anch'esso era costruito a 130 nm e includeva il supporto alla tecnologia Hyper-Threading. A differenza di Prestonia era però dotato anche di cache L3 in tagli variabili che nelle ultime versioni raggiunse i 4 MB (identificate dal nome in codice "Gallatin-4M").

#### Potomac
Potomac veniva realizzato mediante il processo produttivo a 90 nm e questo consentì l'integrazione di una cache L3 che raggiungeva gli 8 MB; a questo si aggiunse il supporto alle istruzioni SSE3, alle estensioni EM64T per l'elaborazione di codice a 64 bit e la tecnologia di protezione XD-bit.

#### Cranfords
Da Potomac, Intel ricavò il più semplice core Cranfords sempre per i sistemi MP; si trattava in buona sostanza di un core Potomac senza la costosa implementazione della cache L3, mentre tutte le altre caratteristiche rimanevano immutate.

#### Paxville
Paxville fu il primo Xeon MP dual core, formato fondamentalmente da 2 core Cranfords montati sullo stesso package. Era ancora una CPU a 90 nm in cui vennero introdotte anche le tecnologie di risparmio energetico SpeedStep e di virtualizzazione Vanderpool, e non vennero presentate versioni dotate di cache L3, ma malgrado questo il consumo massimo era enorme, ben 165 W il più alto nel panorama dei processori Xeon.

#### Tulsa
Con Tulsa Intel passò al processo produttivo a 65 nm realizzando nuovamente un processore dual core basato su architettura NetBurst ma dotato di una cache L3 molto grande, che raggiunse i 16 MB; malgrado questo, il nuovo processo produttivo consentì comunque un leggero calo del consumo massimo rispetto al predecessore.

#### Tigerton
Tulsa fu l'ultimo Xeon MP ad essere basato sull'architettura NetBurst; il suo successore, Tigerton, era basato sull'architettura Intel Core Microarchitecture e fu anche il primo Xeon MP ad essere dotato di 4 core malgrado venisse realizzato unendo 2 die dual core sullo stesso package. Come previsto dall'architettura "Core" non era più presente la tecnologia Hyper-Threading, mentre il BUS saliva a 1066 MHz.

#### Dunnington
Con il passaggio ai 45 nm divenne possibile offrire Dunnington, ovvero il primo Xeon MP dotato di 6 core abbinati ad una cache L3 che raggiungeva i 16 MB e in cui venne inserito anche una parte del set di istruzioni SSE4.

#### Beckton
Beckton sarà il successore di Dunnington e sarà basato sulla nuova architettura Nehalem, successiva alla "Core"; verrà realizzato sempre a 45 nm ma sarà dotato di ben 8 core abbinati ad una cache L3 che raggiungerà i 24 MB e, come previsto dalla nuova architettura, sarà dotato di controller per la memoria RAM integrato e del nuovo tipo di BUS seriale Intel QuickPath Interconnect (QPI).

## Modelli
La tabella seguente mostra i modelli di Xeon arrivati sul mercato. Molti di questi condividono caratteristiche comuni pur essendo basati su diversi core; per questo motivo, allo scopo di rendere maggiormente evidente tali affinità e "alleggerire" la visualizzazione alcune colonne mostrano un valore comune a più righe. Di seguito anche una legenda dei termini (alcuni abbreviati) usati per l'intestazione delle colonne:
- Nome commerciale: si intende il nome con cui è stato immesso in commercio quel particolare esemplare.
- Data: si intende la data di immissione sul mercato di quel particolare esemplare.
- Skt: sta per "Socket", ovvero lo zoccolo della scheda madre in cui viene inserito il processore. In questo caso il numero rappresenta oltre al nome anche il numero dei pin di contatto.
- N°C.: sta per "numero di core" e si intende il numero di core montati sul package: 1 se "single core", 2 se "dual core", 4 se "quad core", ecc.
- Clock: la frequenza di funzionamento del processore.
- Molt.: sta per "Moltiplicatore" ovvero il fattore di moltiplicazione per il quale bisogna moltiplicare la frequenza di bus per ottenere la frequenza del processore.
- Pr.pr.: sta per "Processo produttivo" e indica tipicamente la dimensione dei gate dei transistors (180 nm, 130 nm, 90 nm) e il numero di transistor integrati nel processore espresso in milioni.
- Volt.: sta per "Voltaggio" e indica la tensione di alimentazione del processore.
- Watt: si intende il consumo massimo di quel particolare esemplare.
- Ram: indica la presenza del controller per la memoria RAM integrato nel processore, il numero di canali supportati e la frequenza massima.
- Bus: frequenza del BUS interno alla CPU.
- QPI: velocità del BUS seriale introdotto da Intel con l'architettura Nehalem e che mette in comunicazioni i processori tra loro e con il chipset. La sua velocità viene indicata in GT/s invece che in MHz.
- PCI: indica la presenza del controller PCI Express 2.0 per la gestione delle schede video discrete e il numero di linee per ogni slot.
- Cache: dimensione delle cache di 1º e 2º livello.
- XD: sta per "XD-bit" e indica l'implementazione della tecnologia di sicurezza che evita l'esecuzione di codice malevolo sul computer.
- 64: sta per "EM64T" e indica l'implementazione della tecnologia a 64 bit di Intel.
- HT: sta per "Hyper-Threading" e indica l'implementazione della esclusiva tecnologia Intel che consente al sistema operativo di vedere 2 core "logici" per ogni core "fisico".
- ST: sta per "SpeedStep Technology" ovvero la tecnologia di risparmio energetico sviluppata da Intel e inserita negli ultimi Pentium 4 Prescott serie 6xx per contenere il consumo massimo.
- TM: sta per "Turbo Mode" ovvero la tecnologia che aumenta il clock dei soli core utilizzati in modo da velocizzare l'elaborazione di quelle particolari applicazioni che non sono in grado di sfruttare adeguatamente un processore multi core.
- VT: sta per "Vanderpool Technology", la tecnologia di virtualizzazione che rende possibile l'esecuzione simultanea di più sistemi operativi differenti contemporaneamente.
- Core: si intende il nome in codice del progetto alla base di quel particolare esemplare.

| Xeon                           | Xeon              | Xeon | Xeon | Xeon               | Xeon  | Xeon            | Xeon    | Xeon       | Xeon        | Xeon     | Xeon      | Xeon       | Xeon                        | Xeon | Xeon | Xeon | Xeon | Xeon | Xeon | Xeon        |
| Nome comm.                     | Data              | Skt  | N°C. | Clock              | Molt. | Pr.pr.          | Volt.   | Watt       | Ram         | Bus      | QPI       | PCI        | Cache                       | XD   | 64   | HT   | ST   | TM   | VT   | Core        |
| ------------------------------ | ----------------- | ---- | ---- | ------------------ | ----- | --------------- | ------- | ---------- | ----------- | -------- | --------- | ---------- | --------------------------- | ---- | ---- | ---- | ---- | ---- | ---- | ----------- |
| P II Xeon 400 MHz              | 29 giugno 1998    | Sl.2 | 1    | 400 MHz            | 4x    | 250 nm 7,5 mil. | 2,8 V   | 33 W       | ---         | 100 MHz  | ---       | ---        | L1=32KB L2=512KB L3=0MB     | No   | No   | No   | No   | No   | No   | Drake       |
| P II Xeon 400 MHz              | 29 giugno 1998    | Sl.2 | 1    | 400 MHz            | 4x    | 250 nm 7,5 mil. | 2,8 V   | 40 W       | ---         | 100 MHz  | ---       | ---        | L1=32KB L2=1MB L3=0MB       | No   | No   | No   | No   | No   | No   | Drake       |
| P II Xeon 450 MHz              | 6 ottobre 1998    | Sl.2 | 1    | 450 MHz            | 4,5x  | 250 nm 7,5 mil. | 2,8 V   | 33 W       | ---         | 100 MHz  | ---       | ---        | L1=32KB L2=512KB L3=0MB     | No   | No   | No   | No   | No   | No   | Drake       |
| P II Xeon 450 MHz              | 5 gennaio 1999    | Sl.2 | 1    | 450 MHz            | 4,5x  | 250 nm 7,5 mil. | 2,8 V   | 40 W       | ---         | 100 MHz  | ---       | ---        | L1=32KB L2=1MB L3=0MB       | No   | No   | No   | No   | No   | No   | Drake       |
| P II Xeon 450 MHz              | 5 gennaio 1999    | Sl.2 | 1    | 450 MHz            | 4,5x  | 250 nm 7,5 mil. | 2,8 V   | 47 W       | ---         | 100 MHz  | ---       | ---        | L1=32KB L2=2MB L3=0MB       | No   | No   | No   | No   | No   | No   | Drake       |
| P III Xeon 500 MHz             | 17 marzo 1999     | Sl.2 | 1    | 500 MHz            | 5x    | 250 nm N.A.     | 2 V     | 36 W       | ---         | 100 MHz  | ---       | ---        | L1=16KB L2=512KB L3=0MB     | No   | No   | No   | No   | No   | No   | Tanner      |
| P III Xeon 500 MHz             | 17 marzo 1999     | Sl.2 | 1    | 500 MHz            | 5x    | 250 nm N.A.     | 2 V     | 36 W       | ---         | 100 MHz  | ---       | ---        | L1=16KB L2=1MB L3=0MB       | No   | No   | No   | No   | No   | No   | Tanner      |
| P III Xeon 500 MHz             | 17 marzo 1999     | Sl.2 | 1    | 500 MHz            | 5x    | 250 nm N.A.     | 2 V     | 44 W       | ---         | 100 MHz  | ---       | ---        | L1=16KB L2=2MB L3=0MB       | No   | No   | No   | No   | No   | No   | Tanner      |
| P III Xeon 550 MHz             | 23 agosto 1999    | Sl.2 | 1    | 550 MHz            | 5,5x  | 250 nm N.A.     | 2 V     | 34 W       | ---         | 100 MHz  | ---       | ---        | L1=16KB L2=512KB L3=0MB     | No   | No   | No   | No   | No   | No   | Tanner      |
| P III Xeon 550 MHz             | 23 agosto 1999    | Sl.2 | 1    | 550 MHz            | 5,5x  | 250 nm N.A.     | 2 V     | 34 W       | ---         | 100 MHz  | ---       | ---        | L1=16KB L2=1MB L3=0MB       | No   | No   | No   | No   | No   | No   | Tanner      |
| P III Xeon 550 MHz             | 23 agosto 1999    | Sl.2 | 1    | 550 MHz            | 5,5x  | 250 nm N.A.     | 2 V     | 40 W       | ---         | 100 MHz  | ---       | ---        | L1=16KB L2=2MB L3=0MB       | No   | No   | No   | No   | No   | No   | Tanner      |
| P III Xeon 600 MHz             | N.A.              | Sl.2 | 1    | 600 MHz            | 6x    | 250 nm N.A.     | 2 V     | N.A.       | ---         | 100 MHz  | ---       | ---        | L1=16KB L2=2MB L3=0MB       | No   | No   | No   | No   | No   | No   | Tanner      |
| P III Xeon 600 MHz             | 25 ottobre 1999   | Sl.2 | 1    | 600 MHz            | 4,5x  | 180 nm N.A.     | 2,8 V   | 21 W       | ---         | 133 MHz  | ---       | ---        | L1=16KB L2=256KB L3=0MB     | No   | No   | No   | No   | No   | No   | Cascades    |
| P III Xeon 667 MHz             | 25 ottobre 1999   | Sl.2 | 1    | 667 MHz            | 5x    | 180 nm N.A.     | 2,8 V   | 23 W       | ---         | 133 MHz  | ---       | ---        | L1=16KB L2=256KB L3=0MB     | No   | No   | No   | No   | No   | No   | Cascades    |
| P III Xeon 733 MHz             | 25 ottobre 1999   | Sl.2 | 1    | 733 MHz            | 5,5x  | 180 nm N.A.     | 2,8 V   | 25 W       | ---         | 133 MHz  | ---       | ---        | L1=16KB L2=256KB L3=0MB     | No   | No   | No   | No   | No   | No   | Cascades    |
| P III Xeon 800 MHz             | 12 gennaio 2000   | Sl.2 | 1    | 800 MHz            | 6x    | 180 nm N.A.     | 2,8 V   | 27 W       | ---         | 133 MHz  | ---       | ---        | L1=16KB L2=256KB L3=0MB     | No   | No   | No   | No   | No   | No   | Cascades    |
| P III Xeon 866 MHz             | 10 aprile 2000    | Sl.2 | 1    | 866 MHz            | 6,5x  | 180 nm N.A.     | 2,8 V   | 30 W       | ---         | 133 MHz  | ---       | ---        | L1=16KB L2=256KB L3=0MB     | No   | No   | No   | No   | No   | No   | Cascades    |
| P III Xeon 933 MHz             | 24 maggio 2000    | Sl.2 | 1    | 933 MHz            | 7x    | 180 nm N.A.     | 2,8 V   | 32 W       | ---         | 133 MHz  | ---       | ---        | L1=16KB L2=256KB L3=0MB     | No   | No   | No   | No   | No   | No   | Cascades    |
| P III Xeon 700 MHz             | 22 maggio 2000    | Sl.2 | 1    | 700 MHz            | 7x    | 180 nm N.A.     | 2,8 V   | 32 W       | ---         | 100 MHz  | ---       | ---        | L1=16KB L2=1MB L3=0MB       | No   | No   | No   | No   | No   | No   | Cascades    |
| P III Xeon 700 MHz             | 22 maggio 2000    | Sl.2 | 1    | 700 MHz            | 7x    | 180 nm N.A.     | 2,8 V   | 32 W       | ---         | 100 MHz  | ---       | ---        | L1=16KB L2=2MB L3=0MB       | No   | No   | No   | No   | No   | No   | Cascades    |
| P III Xeon 900 MHz             | 21 marzo 2001     | Sl.2 | 1    | 900 MHz            | 9x    | 180 nm N.A.     | 2,8 V   | 39 W       | ---         | 100 MHz  | ---       | ---        | L1=16KB L2=2MB L3=0MB       | No   | No   | No   | No   | No   | No   | Cascades    |
| Xeon UP                        |                   |      |      |                    |       |                 |         |            |             |          |           |            |                             |      |      |      |      |      |      |             |
| Xeon UP 3040                   | 27 settembre 2006 | 775  | 2    | 1,86 GHz           | 7x    | 65 nm 167 mil.  | 1,21 V  | 65 W       | ---         | 1066 MHz | ---       | ---        | L1=2x64KB L2=2MB            | Sì   | Sì   | No   | Sì   | No   | Sì   | Conroe      |
| Xeon UP 3050                   | 27 settembre 2006 | 775  | 2    | 2,13 GHz           | 8x    | 65 nm 167 mil.  | 1,21 V  | 65 W       | ---         | 1066 MHz | ---       | ---        | L1=2x64KB L2=2MB            | Sì   | Sì   | No   | Sì   | No   | Sì   | Conroe      |
| Xeon UP 3060                   | 27 settembre 2006 | 775  | 2    | 2,4 GHz            | 9x    | 65 nm 291 mil.  | 1,21 V  | 65 W       | ---         | 1066 MHz | ---       | ---        | L1=2x64KB L2=4MB            | Sì   | Sì   | No   | Sì   | No   | Sì   | Conroe      |
| Xeon UP 3070                   | 27 settembre 2006 | 775  | 2    | 2,66 GHz           | 10x   | 65 nm 291 mil.  | 1,21 V  | 65 W       | ---         | 1066 MHz | ---       | ---        | L1=2x64KB L2=4MB            | Sì   | Sì   | No   | Sì   | No   | Sì   | Conroe      |
| Xeon UP 3065                   | 7 ottobre 2007    | 775  | 2    | 2,33 GHz           | 7x    | 65 nm 291 mil.  | 1,21 V  | 65 W       | ---         | 1333 MHz | ---       | ---        | L1=2x64KB L2=4MB            | Sì   | Sì   | No   | Sì   | No   | Sì   | Conroe      |
| Xeon UP 3075                   | 7 ottobre 2007    | 775  | 2    | 2,66 GHz           | 8x    | 65 nm 291 mil.  | 1,21 V  | 65 W       | ---         | 1333 MHz | ---       | ---        | L1=2x64KB L2=4MB            | Sì   | Sì   | No   | Sì   | No   | Sì   | Conroe      |
| Xeon UP 3085                   | 7 ottobre 2007    | 775  | 2    | 3 GHz              | 9x    | 65 nm 291 mil.  | 1,21 V  | 75 W       | ---         | 1333 MHz | ---       | ---        | L1=2x64KB L2=4MB            | Sì   | Sì   | No   | Sì   | No   | Sì   | Conroe      |
| Xeon UP X3210                  | 8 gennaio 2007    | 775  | 4    | 2,13 GHz           | 8x    | 65 nm 582 mil.  | 1,35 V  | 95 W 105 W | ---         | 1066 MHz | ---       | ---        | L1=4x64KB L2=2x4MB          | Sì   | Sì   | No   | Sì   | No   | Sì   | Kentsfield  |
| Xeon UP X3220                  | 8 gennaio 2007    | 775  | 4    | 2,4 GHz            | 9x    | 65 nm 582 mil.  | 1,35 V  | 95 W 105 W | ---         | 1066 MHz | ---       | ---        | L1=4x64KB L2=2x4MB          | Sì   | Sì   | No   | Sì   | No   | Sì   | Kentsfield  |
| Xeon UP X3230                  | 27 luglio 2007    | 775  | 4    | 2,66 GHz           | 10x   | 65 nm 582 mil.  | 1,35 V  | 95 W       | ---         | 1066 MHz | ---       | ---        | L1=4x64KB L2=2x4MB          | Sì   | Sì   | No   | Sì   | No   | Sì   | Kentsfield  |
| Xeon UP E3110                  | marzo 2008        | 775  | 2    | 3 GHz              | 9x    | 45 nm 410 mil.  | N.A.    | 65 W       | ---         | 1333 MHz | ---       | ---        | L1=2x64KB L2=6MB            | Sì   | Sì   | No   | Sì   | No   | Sì   | Wolfdale    |
| Xeon UP E3120                  | 10 agosto 2008    | 775  | 2    | 3,16 GHz           | 9,5x  | 45 nm 410 mil.  | N.A.    | 65 W       | ---         | 1333 MHz | ---       | ---        | L1=2x64KB L2=6MB            | Sì   | Sì   | No   | Sì   | No   | Sì   | Wolfdale    |
| Xeon UP L3110                  | 25 febbraio 2009  | 775  | 2    | 3 GHz              | 9x    | 45 nm 410 mil.  | 1,25 V  | 45 W       | ---         | 1333 MHz | ---       | ---        | L1=2x64KB L2=6MB            | Sì   | Sì   | No   | Sì   | No   | Sì   | Wolfdale    |
| Xeon UP X3320                  | 10 marzo 2008     | 775  | 4    | 2,5 GHz            | 7,5x  | 45 nm           | 1,21 V  | 95 W       | ---         | 1333 MHz | ---       | ---        | L1=4x64KB L2=2x3MB          | Sì   | Sì   | No   | Sì   | No   | Sì   | Yorkfield   |
| Xeon UP X3330                  | agosto 2008       | 775  | 4    | 2,66 GHz           | 8x    | 45 nm           | 1,21 V  | 95 W       | ---         | 1333 MHz | ---       | ---        | L1=4x64KB L2=2x3MB          | Sì   | Sì   | No   | Sì   | No   | Sì   | Yorkfield   |
| Xeon UP X3350                  | 10 marzo 2008     | 775  | 4    | 2,66 GHz           | 8x    | 45 nm 820 mil.  | 1,21 V  | 95 W       | ---         | 1333 MHz | ---       | ---        | L1=4x64KB L2=2x6MB          | Sì   | Sì   | No   | Sì   | No   | Sì   | Yorkfield   |
| Xeon UP X3360                  | 10 marzo 2008     | 775  | 4    | 2,83 GHz           | 8,5x  | 45 nm 820 mil.  | 1,21 V  | 95 W       | ---         | 1333 MHz | ---       | ---        | L1=4x64KB L2=2x6MB          | Sì   | Sì   | No   | Sì   | No   | Sì   | Yorkfield   |
| Xeon UP X3370                  | agosto 2008       | 775  | 4    | 3 GHz              | 9x    | 45 nm 820 mil.  | 1,21 V  | 95 W       | ---         | 1333 MHz | ---       | ---        | L1=4x64KB L2=2x6MB          | Sì   | Sì   | No   | Sì   | No   | Sì   | Yorkfield   |
| Xeon UP X3380                  | 25 febbraio 2009  | 775  | 4    | 3,16 GHz           | 9,5x  | 45 nm 820 mil.  | 1,21 V  | 95 W       | ---         | 1333 MHz | ---       | ---        | L1=4x64KB L2=2x6MB          | Sì   | Sì   | No   | Sì   | No   | Sì   | Yorkfield   |
| Xeon UP L3360                  | 25 febbraio 2009  | 775  | 4    | 2,83 GHz           | 8,5x  | 45 nm 820 mil.  | 1,21 V  | 65 W       | ---         | 1333 MHz | ---       | ---        | L1=4x64KB L2=2x6MB          | Sì   | Sì   | No   | Sì   | No   | Sì   | Yorkfield   |
| Xeon UP W3520                  | 30 marzo 2009     | 1366 | 4    | 2,66 GHz           | 20x   | 45 nm 731 mil.  | 1,17 V  | 130 W      | 3-DDR3 1066 | 133 MHz  | 4,8 GT/s  | ---        | L1=4x64KB L2=4x256KB L3=8MB | Sì   | Sì   | Sì   | Sì   | Sì   | Sì   | Bloomfield  |
| Xeon UP W3540                  | 30 marzo 2009     | 1366 | 4    | 2,93 GHz           | 22x   | 45 nm 731 mil.  | 1,17 V  | 130 W      | 3-DDR3 1066 | 133 MHz  | 4,8 GT/s  | ---        | L1=4x64KB L2=4x256KB L3=8MB | Sì   | Sì   | Sì   | Sì   | Sì   | Sì   | Bloomfield  |
| Xeon UP W3570                  | 30 marzo 2009     | 1366 | 4    | 3,2 GHz            | 24x   | 45 nm 731 mil.  | 1,17 V  | 130 W      | 3-DDR3 1333 | 133 MHz  | 6,4 GT/s  | ---        | L1=4x64KB L2=4x256KB L3=8MB | Sì   | Sì   | Sì   | Sì   | Sì   | Sì   | Bloomfield  |
| Xeon UP W3550                  | 9 agosto 2009     | 1366 | 4    | 3,06 GHz           | 23x   | 45 nm 731 mil.  | 1,17 V  | 130 W      | 3-DDR3 1066 | 133 MHz  | 4,8 GT/s  | ---        | L1=4x64KB L2=4x256KB L3=8MB | Sì   | Sì   | Sì   | Sì   | Sì   | Sì   | Bloomfield  |
| Xeon UP W3580                  | 9 agosto 2009     | 1366 | 4    | 3,33 GHz           | 25x   | 45 nm 731 mil.  | 1,17 V  | 130 W      | 3-DDR3 1333 | 133 MHz  | 6,4 GT/s  | ---        | L1=4x64KB L2=4x256KB L3=8MB | Sì   | Sì   | Sì   | Sì   | Sì   | Sì   | Bloomfield  |
| Xeon UP X3430                  | 8 settembre 2009  | 1156 | 4    | 2,4 GHz (N.A.)     | 18x   | 45 nm 774 mil.  | 1,17 V  | 95 W       | 2-DDR3 1333 | 133 MHz  | ---       | 1x16 / 2x8 | L1=4x64KB L2=4x256KB L3=8MB | Sì   | Sì   | No   | Sì   | Sì   | Sì   | Lynnfield   |
| Xeon UP X3440                  | 8 settembre 2009  | 1156 | 4    | 2,53 GHz (N.A.)    | 19x   | 45 nm 774 mil.  | 1,17 V  | 95 W       | 2-DDR3 1333 | 133 MHz  | ---       | 1x16 / 2x8 | L1=4x64KB L2=4x256KB L3=8MB | Sì   | Sì   | Sì   | Sì   | Sì   | Sì   | Lynnfield   |
| Xeon UP X3450                  | 8 settembre 2009  | 1156 | 4    | 2,66 GHz (3,2 GHz) | 20x   | 45 nm 774 mil.  | 1,17 V  | 95 W       | 2-DDR3 1333 | 133 MHz  | ---       | 1x16 / 2x8 | L1=4x64KB L2=4x256KB L3=8MB | Sì   | Sì   | Sì   | Sì   | Sì   | Sì   | Lynnfield   |
| Xeon UP X3460                  | 8 settembre 2009  | 1156 | 4    | 2,8 GHz (3,46 GHz) | 21x   | 45 nm 774 mil.  | 1,17 V  | 95 W       | 2-DDR3 1333 | 133 MHz  | ---       | 1x16 / 2x8 | L1=4x64KB L2=4x256KB L3=8MB | Sì   | Sì   | Sì   | Sì   | Sì   | Sì   | Lynnfield   |
| Xeon UP X3470                  | 8 settembre 2009  | 1156 | 4    | 2,93 GHz (3,6 GHz) | 22x   | 45 nm 774 mil.  | 1,17 V  | 95 W       | 2-DDR3 1333 | 133 MHz  | ---       | 1x16 / 2x8 | L1=4x64KB L2=4x256KB L3=8MB | Sì   | Sì   | Sì   | Sì   | Sì   | Sì   | Lynnfield   |
| Xeon UP L3426                  | 8 settembre 2009  | 1156 | 4    | 1,86 GHz (N.A.)    | 14x   | 45 nm 774 mil.  | N.A.    | 45 W       | 2-DDR3 1333 | 133 MHz  | ---       | 1x16 / 2x8 | L1=4x64KB L2=4x256KB L3=8MB | Sì   | Sì   | Sì   | Sì   | Sì   | Sì   | Lynnfield   |
| Xeon DP                        |                   |      |      |                    |       |                 |         |            |             |          |           |            |                             |      |      |      |      |      |      |             |
| Xeon DP 1,4 GHz                | 21 maggio 2001    | 603  | 1    | 1,4 GHz            | 14x   | 180 nm 42 mil.  | 1,75 V  | 56 W       | ---         | 400 MHz  | ---       | ---        | L1=8KB L2=256KB L3=0MB      | No   | No   | No   | No   | No   | No   | Foster      |
| Xeon DP 1,5 GHz                | 21 maggio 2001    | 603  | 1    | 1,5 GHz            | 15x   | 180 nm 42 mil.  | 1,75 V  | 59 W.      | ---         | 400 MHz  | ---       | ---        | L1=8KB L2=256KB L3=0MB      | No   | No   | No   | No   | No   | No   | Foster      |
| Xeon DP 1,7 GHz                | 21 maggio 2001    | 603  | 1    | 1,7 GHz            | 17x   | 180 nm 42 mil.  | 1,75 V  | 65 W       | ---         | 400 MHz  | ---       | ---        | L1=8KB L2=256KB L3=0MB      | No   | No   | No   | No   | No   | No   | Foster      |
| Xeon DP 2,0 GHz                | 25 settembre 2001 | 603  | 1    | 2,0 GHz            | 20x   | 180 nm 42 mil.  | 1,75 V  | 77 W       | ---         | 400 MHz  | ---       | ---        | L1=8KB L2=256KB L3=0MB      | No   | No   | No   | No   | No   | No   | Foster      |
| Xeon DP 1,8 GHz                | 9 gennaio 2002    | 603  | 1    | 1,8 GHz            | 18x   | 130 nm 55 mil.  | 1,47 V  | 55 W       | ---         | 400 MHz  | ---       | ---        | L1=8KB L2=512KB L3=0MB      | No   | No   | Sì   | No   | No   | No   | Prestonia   |
| Xeon DP 2,0 GHz                | 9 gennaio 2002    | 603  | 1    | 2,0 GHz            | 20x   | 130 nm 55 mil.  | 1,5 V   | 58 W       | ---         | 400 MHz  | ---       | ---        | L1=8KB L2=512KB L3=0MB      | No   | No   | Sì   | No   | No   | No   | Prestonia   |
| Xeon DP 2,2 GHz                | 9 gennaio 2002    | 603  | 1    | 2,2 GHz            | 22x   | 130 nm 55 mil.  | 1,5 V   | 61 W       | ---         | 400 MHz  | ---       | ---        | L1=8KB L2=512KB L3=0MB      | No   | No   | Sì   | No   | No   | No   | Prestonia   |
| Xeon DP 2,4 GHz                | 3 aprile 2002     | 603  | 1    | 2,4 GHz            | 24x   | 130 nm 55 mil.  | 1,5 V   | 65 W       | ---         | 400 MHz  | ---       | ---        | L1=8KB L2=512KB L3=0MB      | No   | No   | Sì   | No   | No   | No   | Prestonia   |
| Xeon DP 2,6 GHz                | 11 settembre 2002 | 603  | 1    | 2,6 GHz            | 26x   | 130 nm 55 mil.  | 1,5 V   | 71 W       | ---         | 400 MHz  | ---       | ---        | L1=8KB L2=512KB L3=0MB      | No   | No   | Sì   | No   | No   | No   | Prestonia   |
| Xeon DP 2,8 GHz                | 11 settembre 2002 | 603  | 1    | 2,8 GHz            | 28x   | 130 nm 55 mil.  | 1,5 V   | 74 W       | ---         | 400 MHz  | ---       | ---        | L1=8KB L2=512KB L3=0MB      | No   | No   | Sì   | No   | No   | No   | Prestonia   |
| Xeon DP 3,0 GHz                | 10 marzo 2003     | 603  | 1    | 3,0 GHz            | 30x   | 130 nm 55 mil.  | 1,52 V  | 85 W       | ---         | 400 MHz  | ---       | ---        | L1=8KB L2=512KB L3=0MB      | No   | No   | Sì   | No   | No   | No   | Prestonia   |
| Xeon DP 2,0 GHz B              | 18 novembre 2002  | 604  | 1    | 2,0 GHz            | 15x   | 130 nm 55 mil.  | 1,5 V   | 58 W       | ---         | 533 MHz  | ---       | ---        | L1=8KB L2=512KB L3=0MB      | No   | No   | Sì   | No   | No   | No   | Prestonia   |
| Xeon DP 2,4 GHz B              | 18 novembre 2002  | 604  | 1    | 2,4 GHz            | 18x   | 130 nm 55 mil.  | 1,5 V   | 77 W       | ---         | 533 MHz  | ---       | ---        | L1=8KB L2=512KB L3=0MB      | No   | No   | Sì   | No   | No   | No   | Prestonia   |
| Xeon DP 2,66 GHz               | 18 novembre 2002  | 604  | 1    | 2,66 GHz           | 20x   | 130 nm 55 mil.  | 1,5 V   | 77 W       | ---         | 533 MHz  | ---       | ---        | L1=8KB L2=512KB L3=0MB      | No   | No   | Sì   | No   | No   | No   | Prestonia   |
| Xeon DP 2,8 GHz B              | 18 novembre 2002  | 604  | 1    | 2,8 GHz            | 21x   | 130 nm 55 mil.  | 1,5 V   | 77 W       | ---         | 533 MHz  | ---       | ---        | L1=8KB L2=512KB L3=0MB      | No   | No   | Sì   | No   | No   | No   | Prestonia   |
| Xeon DP 3,06 GHz               | 10 marzo 2003     | 604  | 1    | 3,06 GHz           | 23x   | 130 nm 55 mil.  | 1,52 V  | 85 W       | ---         | 533 MHz  | ---       | ---        | L1=8KB L2=512KB L3=0MB      | No   | No   | Sì   | No   | No   | No   | Prestonia   |
| Xeon DP 3,06 GHz               | 14 luglio 2003    | 604  | 1    | 3,06 GHz           | 23x   | 130 nm 116 mil. | 1,52 V  | N.A.       | ---         | 533 MHz  | ---       | ---        | L1=8KB L2=512KB L3=1MB      | No   | No   | Sì   | No   | No   | No   | Prestonia   |
| Xeon DP 3,2 GHz                | 14 luglio 2003    | 604  | 1    | 3,2 GHz            | 24x   | 130 nm 116 mil. | 1,52 V  | N.A.       | ---         | 533 MHz  | ---       | ---        | L1=8KB L2=512KB L3=1MB      | No   | No   | Sì   | No   | No   | No   | Prestonia   |
| Xeon DP 3,2 GHz                | 6 ottobre 2003    | 604  | 1    | 3,2 GHz            | 24x   | 130 nm 178 mil. | 1,52 V  | N.A.       | ---         | 533 MHz  | ---       | ---        | L1=8KB L2=512KB L3=2MB      | No   | No   | Sì   | No   | No   | No   | Prestonia   |
| Xeon DP 1,6 GHz LV             | settembre 2003    | 604  | 1    | 1,6 GHz            | 16x   | 130 nm 55 mil.  | 1,2 V   | 30 W       | ---         | 400 MHz  | ---       | ---        | L1=8KB L2=512KB L3=0MB      | No   | No   | Sì   | No   | No   | No   | Prestonia   |
| Xeon DP 2 GHz LV               | settembre 2003    | 604  | 1    | 2 GHz              | 20x   | 130 nm 55 mil.  | 1,2 V   | 35 W       | ---         | 400 MHz  | ---       | ---        | L1=8KB L2=512KB L3=0MB      | No   | No   | Sì   | No   | No   | No   | Prestonia   |
| Xeon DP 2,4 GHz LV             | settembre 2003    | 604  | 1    | 2,4 GHz            | 24x   | 130 nm 55 mil.  | 1,2 V   | 40 W       | ---         | 533 MHz  | ---       | ---        | L1=8KB L2=512KB L3=0MB      | No   | No   | Sì   | No   | No   | No   | Prestonia   |
| Xeon DP 2,8 GHz                | 28 giugno 2004    | 604  | 1    | 2,8 GHz            | 14x   | 90 nm 125 mil.  | 1,4 V   | 103 W      | ---         | 800 MHz  | ---       | ---        | L1=16KB L2=1MB L3=0MB       | No   | Sì   | Sì   | No   | No   | No   | Nocona      |
| Xeon DP 3,0 GHz                | 28 giugno 2004    | 604  | 1    | 3,0 GHz            | 15x   | 90 nm 125 mil.  | 1,4 V   | 103 W      | ---         | 800 MHz  | ---       | ---        | L1=16KB L2=1MB L3=0MB       | No   | Sì   | Sì   | No   | No   | No   | Nocona      |
| Xeon DP 3,2 GHz                | 28 giugno 2004    | 604  | 1    | 3,2 GHz            | 16x   | 90 nm 125 mil.  | 1,4 V   | 103 W      | ---         | 800 MHz  | ---       | ---        | L1=16KB L2=1MB L3=0MB       | No   | Sì   | Sì   | No   | No   | No   | Nocona      |
| Xeon DP 3,4 GHz                | 28 giugno 2004    | 604  | 1    | 3,4 GHz            | 17x   | 90 nm 125 mil.  | 1,4 V   | 103 W      | ---         | 800 MHz  | ---       | ---        | L1=16KB L2=1MB L3=0MB       | No   | Sì   | Sì   | No   | No   | No   | Nocona      |
| Xeon DP 2,8 GHz J              | 6 ottobre 2004    | 604  | 1    | 2,8 GHz            | 14x   | 90 nm 125 mil.  | 1,4 V   | 103 W      | ---         | 800 MHz  | ---       | ---        | L1=16KB L2=1MB L3=0MB       | Sì   | Sì   | Sì   | No   | No   | No   | Nocona      |
| Xeon DP 3,0 GHz J              | 6 ottobre 2004    | 604  | 1    | 3,0 GHz            | 15x   | 90 nm 125 mil.  | 1,4 V   | 103 W      | ---         | 800 MHz  | ---       | ---        | L1=16KB L2=1MB L3=0MB       | Sì   | Sì   | Sì   | No   | No   | No   | Nocona      |
| Xeon DP 3,2 GHz J              | 6 ottobre 2004    | 604  | 1    | 3,2 GHz            | 16x   | 90 nm 125 mil.  | 1,4 V   | 103 W      | ---         | 800 MHz  | ---       | ---        | L1=16KB L2=1MB L3=0MB       | Sì   | Sì   | Sì   | No   | No   | No   | Nocona      |
| Xeon DP 3,4 GHz J              | 6 ottobre 2004    | 604  | 1    | 3,4 GHz            | 17x   | 90 nm 125 mil.  | 1,4 V   | 103 W      | ---         | 800 MHz  | ---       | ---        | L1=16KB L2=1MB L3=0MB       | Sì   | Sì   | Sì   | No   | No   | No   | Nocona      |
| Xeon DP 2,8 GHz LV             | 6 ottobre 2004    | 604  | 1    | 2,8 GHz            | 14x   | 90 nm 125 mil.  | 1,2 V   | 55 W       | ---         | 800 MHz  | ---       | ---        | L1=16KB L2=1MB L3=0MB       | No   | Sì   | Sì   | No   | No   | No   | Nocona      |
| Xeon DP 2,8 GHz                | 14 febbraio 2005  | 604  | 1    | 2,8 GHz            | 14x   | 90 nm 168 mil.  | 1,3 V   | 110 W      | ---         | 800 MHz  | ---       | ---        | L1=16KB L2=2MB L3=0MB       | Sì   | Sì   | Sì   | Sì   | No   | No   | Irwindale   |
| Xeon DP 3,0 GHz                | 14 febbraio 2005  | 604  | 1    | 3,0 GHz            | 15x   | 90 nm 168 mil.  | 1,3 V   | 110 W      | ---         | 800 MHz  | ---       | ---        | L1=16KB L2=2MB L3=0MB       | Sì   | Sì   | Sì   | Sì   | No   | No   | Irwindale   |
| Xeon DP 3,2 GHz                | 14 febbraio 2005  | 604  | 1    | 3,2 GHz            | 16x   | 90 nm 168 mil.  | 1,3 V   | 110 W      | ---         | 800 MHz  | ---       | ---        | L1=16KB L2=2MB L3=0MB       | Sì   | Sì   | Sì   | Sì   | No   | No   | Irwindale   |
| Xeon DP 3,4 GHz                | 14 febbraio 2005  | 604  | 1    | 3,4 GHz            | 17x   | 90 nm 168 mil.  | 1,3 V   | 110 W      | ---         | 800 MHz  | ---       | ---        | L1=16KB L2=2MB L3=0MB       | Sì   | Sì   | Sì   | Sì   | No   | No   | Irwindale   |
| Xeon DP 3,6 GHz                | 14 febbraio 2005  | 604  | 1    | 3,6 GHz            | 18x   | 90 nm 168 mil.  | 1,3 V   | 110 W      | ---         | 800 MHz  | ---       | ---        | L1=16KB L2=2MB L3=0MB       | Sì   | Sì   | Sì   | Sì   | No   | No   | Irwindale   |
| Xeon DP 3,8 GHz                | 26 settembre 2005 | 604  | 1    | 3,8 GHz            | 19x   | 90 nm 168 mil.  | 1,3 V   | 110 W      | ---         | 800 MHz  | ---       | ---        | L1=16KB L2=2MB L3=0MB       | Sì   | Sì   | Sì   | Sì   | No   | No   | Irwindale   |
| Xeon DP 3 GHz LV               | 26 settembre 2005 | 604  | 1    | 3 GHz              | 15x   | 90 nm 168 mil.  | 1,1 V   | 55 W       | ---         | 800 MHz  | ---       | ---        | L1=16KB L2=2MB L3=0MB       | Sì   | Sì   | Sì   | Sì   | No   | No   | Irwindale   |
| Xeon DP 3,2 GHz MV             | 26 settembre 2005 | 604  | 1    | 3,2 GHz            | 16x   | 90 nm 168 mil.  | 1,2 V   | 90 W       | ---         | 800 MHz  | ---       | ---        | L1=16KB L2=2MB L3=0MB       | Sì   | Sì   | Sì   | Sì   | No   | No   | Irwindale   |
| Dual core Xeon DP 2,8 GHz      | 11 ottobre 2005   | 604  | 2    | 2,8 GHz            | 14x   | 90 nm 376 mil.  | 1,3 V   | 135 W      | ---         | 800 MHz  | ---       | ---        | L1=2x16KB L2=2x2MB L3=0MB   | Sì   | Sì   | Sì   | Sì   | No   | Sì   | Paxville DP |
| Dual core Xeon DP 1,66 GHz LV  | 14 marzo 2006     | 480  | 2    | 1,66 GHz           | 10x   | 65 nm 152 mil.  | 1,2 V   | 31 W       | ---         | 667 MHz  | ---       | ---        | L1=2x64KB L2=2MB L3=0MB     | Sì   | No   | No   | Sì   | No   | Sì   | Sossaman    |
| Dual core Xeon DP 2,0 GHz LV   | 14 marzo 2006     | 480  | 2    | 2 GHz              | 12x   | 65 nm 152 mil.  | 1,2 V   | 31 W       | ---         | 667 MHz  | ---       | ---        | L1=2x64KB L2=2MB L3=0MB     | Sì   | No   | No   | Sì   | No   | Sì   | Sossaman    |
| Dual core Xeon DP 1,73 GHz LV  | N.A.              | 480  | 2    | 1,73 GHz           | 13x   | 65 nm 152 mil.  | 1,2 V   | 31 W       | ---         | 533 MHz  | ---       | ---        | L1=2x64KB L2=2MB L3=0MB     | Sì   | No   | No   | Sì   | No   | Sì   | Sossaman    |
| Dual core Xeon DP 2,13 GHz LV  | N.A.              | 480  | 2    | 2,13 GHz           | 13x   | 65 nm 152 mil.  | 1,2 V   | 31 W       | ---         | 667 MHz  | ---       | ---        | L1=2x64KB L2=2MB L3=0MB     | Sì   | No   | No   | Sì   | No   | Sì   | Sossaman    |
| Dual core Xeon DP 1,66 GHz ULV | 14 marzo 2006     | 480  | 2    | 1,66 GHz           | 10x   | 65 nm 152 mil.  | 1,1 V   | 15 W       | ---         | 667 MHz  | ---       | ---        | L1=2x64KB L2=2MB L3=0MB     | Sì   | No   | No   | Sì   | No   | Sì   | Sossaman    |
| Xeon DP 5030                   | 23 maggio 2006    | 771  | 2    | 2,66 GHz           | 16x   | 65 nm 376 mil.  | 1,31 V  | 95 W       | ---         | 667 MHz  | ---       | ---        | L1=2x16KB L2=2x2MB L3=0MB   | Sì   | Sì   | Sì   | Sì   | No   | Sì   | Dempsey     |
| Xeon DP 5050                   | 23 maggio 2006    | 771  | 2    | 3 GHz              | 18x   | 65 nm 376 mil.  | 1,31 V  | 95 W       | ---         | 667 MHz  | ---       | ---        | L1=2x16KB L2=2x2MB L3=0MB   | Sì   | Sì   | Sì   | Sì   | No   | Sì   | Dempsey     |
| Xeon DP 5060                   | 23 maggio 2006    | 771  | 2    | 3,2 GHz            | 12x   | 65 nm 376 mil.  | 1,31 V  | 130 W      | ---         | 1066 MHz | ---       | ---        | L1=2x16KB L2=2x2MB L3=0MB   | Sì   | Sì   | Sì   | Sì   | No   | Sì   | Dempsey     |
| Xeon DP 5063 MV                | 23 maggio 2006    | 771  | 2    | 3,2 GHz            | 12x   | 65 nm 376 mil.  | 1,2 V   | 95 W       | ---         | 1066 MHz | ---       | ---        | L1=2x16KB L2=2x2MB L3=0MB   | Sì   | Sì   | Sì   | Sì   | No   | Sì   | Dempsey     |
| Xeon DP 5080                   | 23 maggio 2006    | 771  | 2    | 3,73 GHz           | 14x   | 65 nm 376 mil.  | 1,31 V  | 130 W      | ---         | 1066 MHz | ---       | ---        | L1=2x16KB L2=2x2MB L3=0MB   | Sì   | Sì   | Sì   | Sì   | No   | Sì   | Dempsey     |
| Xeon DP 5110                   | 26 giugno 2006    | 771  | 2    | 1,6 GHz            | 6x    | 65 nm 291 mil.  | 1,21 V  | 65 W       | ---         | 1066 MHz | ---       | ---        | L1=2x64KB L2=4MB L3=0MB     | Sì   | Sì   | No   | Sì   | No   | Sì   | Woodcrest   |
| Xeon DP 5120                   | 26 giugno 2006    | 771  | 2    | 1,86 GHz           | 7x    | 65 nm 291 mil.  | 1,21 V  | 65 W       | ---         | 1066 MHz | ---       | ---        | L1=2x64KB L2=4MB L3=0MB     | Sì   | Sì   | No   | Sì   | No   | Sì   | Woodcrest   |
| Xeon DP 5130                   | 26 giugno 2006    | 771  | 2    | 2 GHz              | 6x    | 65 nm 291 mil.  | 1,21 V  | 65 W       | ---         | 1333 MHz | ---       | ---        | L1=2x64KB L2=4MB L3=0MB     | Sì   | Sì   | No   | Sì   | No   | Sì   | Woodcrest   |
| Xeon DP 5140                   | 26 giugno 2006    | 771  | 2    | 2,33 GHz           | 7x    | 65 nm 291 mil.  | 1,21 V  | 65 W       | ---         | 1333 MHz | ---       | ---        | L1=2x64KB L2=4MB L3=0MB     | Sì   | Sì   | No   | Sì   | No   | Sì   | Woodcrest   |
| Xeon DP 5148                   | 26 giugno 2006    | 771  | 2    | 2,33 GHz           | 7x    | 65 nm 291 mil.  | 1,21 V  | 40 W       | ---         | 1333 MHz | ---       | ---        | L1=2x64KB L2=4MB L3=0MB     | Sì   | Sì   | No   | Sì   | No   | Sì   | Woodcrest   |
| Xeon DP 5150                   | 26 giugno 2006    | 771  | 2    | 2,66 GHz           | 8x    | 65 nm 291 mil.  | 1,21 V  | 65 W       | ---         | 1333 MHz | ---       | ---        | L1=2x64KB L2=4MB L3=0MB     | Sì   | Sì   | No   | Sì   | No   | Sì   | Woodcrest   |
| Xeon DP 5160                   | 26 giugno 2006    | 771  | 2    | 3 GHz              | 9x    | 65 nm 291 mil.  | 1,21 V  | 80 W       | ---         | 1333 MHz | ---       | ---        | L1=2x64KB L2=4MB L3=0MB     | Sì   | Sì   | No   | Sì   | No   | Sì   | Woodcrest   |
| Xeon DP 5128 LV                | 5 dicembre 2006   | 771  | 2    | 1,86 GHz           | 7x    | 65 nm 291 mil.  | 1,15 V  | 35 W       | ---         | 1066 MHz | ---       | ---        | L1=2x64KB L2=4MB L3=0MB     | Sì   | Sì   | No   | Sì   | No   | Sì   | Woodcrest   |
| Xeon DP 5138 LV                | 5 dicembre 2006   | 771  | 2    | 2 GHz              | 7,5x  | 65 nm 291 mil.  | 1,15 V  | 40 W       | ---         | 1066 MHz | ---       | ---        | L1=2x64KB L2=4MB L3=0MB     | Sì   | Sì   | No   | Sì   | No   | Sì   | Woodcrest   |
| Xeon DP E5310                  | 14 novembre 2006  | 771  | 4    | 1,6 GHz            | 6x    | 65 nm 582 mil.  | 1,24 V  | 80 W       | ---         | 1066 MHz | ---       | ---        | L1=4x64KB L2=2x4MB L3=0MB   | Sì   | Sì   | No   | Sì   | No   | Sì   | Clovertown  |
| Xeon DP E5320                  | 14 novembre 2006  | 771  | 4    | 1,86 GHz           | 7x    | 65 nm 582 mil.  | 1,24 V  | 80 W       | ---         | 1066 MHz | ---       | ---        | L1=4x64KB L2=2x4MB L3=0MB   | Sì   | Sì   | No   | Sì   | No   | Sì   | Clovertown  |
| Xeon DP E5345                  | 14 novembre 2006  | 771  | 4    | 2,33 GHz           | 7x    | 65 nm 582 mil.  | 1,24 V  | 80 W       | ---         | 1333 MHz | ---       | ---        | L1=4x64KB L2=2x4MB L3=0MB   | Sì   | Sì   | No   | Sì   | No   | Sì   | Clovertown  |
| Xeon DP X5355                  | 14 novembre 2006  | 771  | 4    | 2,66 GHz           | 8x    | 65 nm 582 mil.  | 1,24 V  | 120 W      | ---         | 1333 MHz | ---       | ---        | L1=4x64KB L2=2x4MB L3=0MB   | Sì   | Sì   | No   | Sì   | No   | Sì   | Clovertown  |
| Xeon DP E5330                  | 11 dicembre 2006  | 771  | 4    | 2,13 GHz           | 8x    | 65 nm 582 mil.  | 1,24 V  | 80 W       | ---         | 1066 MHz | ---       | ---        | L1=4x64KB L2=2x4MB L3=0MB   | Sì   | Sì   | No   | Sì   | No   | Sì   | Clovertown  |
| Xeon DP E5340                  | 11 dicembre 2006  | 771  | 4    | 2,4 GHz            | 9x    | 65 nm 582 mil.  | 1,24 V  | 80 W       | ---         | 1066 MHz | ---       | ---        | L1=4x64KB L2=2x4MB L3=0MB   | Sì   | Sì   | No   | Sì   | No   | Sì   | Clovertown  |
| Xeon DP E5350                  | 11 dicembre 2006  | 771  | 4    | 2,66 GHz           | 10x   | 65 nm 582 mil.  | 1,24 V  | 80 W       | ---         | 1066 MHz | ---       | ---        | L1=4x64KB L2=2x4MB L3=0MB   | Sì   | Sì   | No   | Sì   | No   | Sì   | Clovertown  |
| Xeon DP E5335                  | 11 dicembre 2006  | 771  | 4    | 2,0 GHz            | 6x    | 65 nm 582 mil.  | 1,24 V  | 80 W       | ---         | 1333 MHz | ---       | ---        | L1=4x64KB L2=2x4MB L3=0MB   | Sì   | Sì   | No   | Sì   | No   | Sì   | Clovertown  |
| Xeon DP X5365                  | 13 agosto 2007    | 771  | 4    | 3,0 GHz            | 9x    | 65 nm 582 mil.  | 1,24 V  | 120 W      | ---         | 1333 MHz | ---       | ---        | L1=4x64KB L2=2x4MB L3=0MB   | Sì   | Sì   | No   | Sì   | No   | Sì   | Clovertown  |
| Xeon DP L5310                  | 12 marzo 2007     | 771  | 4    | 1,6 GHz            | 6x    | 65 nm 582 mil.  | 1,10 V  | 50 W       | ---         | 1066 MHz | ---       | ---        | L1=4x64KB L2=2x4MB L3=0MB   | Sì   | Sì   | No   | Sì   | No   | Sì   | Clovertown  |
| Xeon DP L5320                  | 12 marzo 2007     | 771  | 4    | 1,86 GHz           | 7x    | 65 nm 582 mil.  | 1,10 V  | 50 W       | ---         | 1066 MHz | ---       | ---        | L1=4x64KB L2=2x4MB L3=0MB   | Sì   | Sì   | No   | Sì   | No   | Sì   | Clovertown  |
| Xeon DP L5335                  | 13 agosto 2007    | 771  | 4    | 2 GHz              | 6x    | 65 nm 582 mil.  | 1,19 V  | 50 W       | ---         | 1333 MHz | ---       | ---        | L1=4x64KB L2=2x4MB L3=0MB   | Sì   | Sì   | No   | Sì   | No   | Sì   | Clovertown  |
| Xeon DP E5205                  | 12 novembre 2007  | 771  | 2    | 1,86 GHz           | 7x    | 45 nm 410 mil.  | 1,21 V  | 65 W       | ---         | 1066 MHz | ---       | ---        | L1=2x64KB L2=6MB L3=0MB     | Sì   | Sì   | No   | Sì   | No   | Sì   | Wolfdale DP |
| Xeon DP X5260                  | 12 novembre 2007  | 771  | 2    | 3,33 GHz           | 10x   | 45 nm 410 mil.  | 1,21 V  | 80 W       | ---         | 1333 MHz | ---       | ---        | L1=2x64KB L2=6MB L3=0MB     | Sì   | Sì   | No   | Sì   | No   | Sì   | Wolfdale DP |
| Xeon DP X5272                  | 12 novembre 2007  | 771  | 2    | 3,4 GHz            | 8,5x  | 45 nm 410 mil.  | 1,21 V  | 80 W       | ---         | 1600 MHz | ---       | ---        | L1=2x64KB L2=6MB L3=0MB     | Sì   | Sì   | No   | Sì   | No   | Sì   | Wolfdale DP |
| Xeon DP E5220                  | 25 marzo 2008     | 771  | 2    | 2,33 GHz           | 7x    | 45 nm 410 mil.  | 1,21 V  | 65 W       | ---         | 1333 MHz | ---       | ---        | L1=2x64KB L2=6MB L3=0MB     | Sì   | Sì   | No   | Sì   | No   | Sì   | Wolfdale DP |
| Xeon DP E5240                  | 25 marzo 2008     | 771  | 2    | 3 GHz              | 9x    | 45 nm 410 mil.  | 1,21 V  | 65 W       | ---         | 1333 MHz | ---       | ---        | L1=2x64KB L2=6MB L3=0MB     | Sì   | Sì   | No   | Sì   | No   | Sì   | Wolfdale DP |
| Xeon DP X5270                  | 19 ottobre 2008   | 771  | 2    | 3,5 GHz            | 10,5x | 45 nm 410 mil.  | 1,21 V  | 80 W       | ---         | 1333 MHz | ---       | ---        | L1=2x64KB L2=6MB L3=0MB     | Sì   | Sì   | No   | Sì   | No   | Sì   | Wolfdale DP |
| Xeon DP L5215                  | 19 ottobre 2008   | 771  | 2    | 1,86 GHz           | 7x    | 45 nm 410 mil.  | N.A.    | 20 W       | ---         | 1066 MHz | ---       | ---        | L1=2x64KB L2=6MB L3=0MB     | Sì   | Sì   | No   | Sì   | No   | Sì   | Wolfdale DP |
| Xeon DP L5238                  | 25 marzo 2008     | 771  | 2    | 2,66 GHz           | 8x    | 45 nm 410 mil.  | N.A.    | 35 W       | ---         | 1333 MHz | ---       | ---        | L1=2x64KB L2=6MB L3=0MB     | Sì   | Sì   | No   | Sì   | No   | Sì   | Wolfdale DP |
| Xeon DP L5240                  | 25 marzo 2008     | 771  | 2    | 3 GHz              | 9x    | 45 nm 410 mil.  | N.A.    | 40 W       | ---         | 1333 MHz | ---       | ---        | L1=2x64KB L2=6MB L3=0MB     | Sì   | Sì   | No   | Sì   | No   | Sì   | Wolfdale DP |
| Xeon DP E5405                  | 12 novembre 2007  | 771  | 4    | 2 GHz              | 6x    | 45 nm 820 mil.  | 1,21 V  | 80 W       | ---         | 1333 MHz | ---       | ---        | L1=4x64KB L2=2x6MB L3=0MB   | Sì   | Sì   | No   | Sì   | No   | Sì   | Harpertown  |
| Xeon DP E5410                  | 12 novembre 2007  | 771  | 4    | 2,33 GHz           | 7x    | 45 nm 820 mil.  | 1,21 V  | 80 W       | ---         | 1333 MHz | ---       | ---        | L1=4x64KB L2=2x6MB L3=0MB   | Sì   | Sì   | No   | Sì   | No   | Sì   | Harpertown  |
| Xeon DP E5420                  | 12 novembre 2007  | 771  | 4    | 2,5 GHz            | 7,5x  | 45 nm 820 mil.  | 1,21 V  | 80 W       | ---         | 1333 MHz | ---       | ---        | L1=4x64KB L2=2x6MB L3=0MB   | Sì   | Sì   | No   | Sì   | No   | Sì   | Harpertown  |
| Xeon DP E5430                  | 12 novembre 2007  | 771  | 4    | 2,66 GHz           | 8x    | 45 nm 820 mil.  | 1,21 V  | 80 W       | ---         | 1333 MHz | ---       | ---        | L1=4x64KB L2=2x6MB L3=0MB   | Sì   | Sì   | No   | Sì   | No   | Sì   | Harpertown  |
| Xeon DP E5440                  | 12 novembre 2007  | 771  | 4    | 2,83 GHz           | 8,5x  | 45 nm 820 mil.  | 1,21 V  | 80 W       | ---         | 1333 MHz | ---       | ---        | L1=4x64KB L2=2x6MB L3=0MB   | Sì   | Sì   | No   | Sì   | No   | Sì   | Harpertown  |
| Xeon DP E5450                  | 12 novembre 2007  | 771  | 4    | 3 GHz              | 9x    | 45 nm 820 mil.  | 1,21 V  | 80 W       | ---         | 1333 MHz | ---       | ---        | L1=4x64KB L2=2x6MB L3=0MB   | Sì   | Sì   | No   | Sì   | No   | Sì   | Harpertown  |
| Xeon DP X5450                  | 12 novembre 2007  | 771  | 4    | 3 GHz              | 9x    | 45 nm 820 mil.  | 1,21 V  | 120 W      | ---         | 1333 MHz | ---       | ---        | L1=4x64KB L2=2x6MB L3=0MB   | Sì   | Sì   | No   | Sì   | No   | Sì   | Harpertown  |
| Xeon DP X5460                  | 12 novembre 2007  | 771  | 4    | 3,16 GHz           | 9,5x  | 45 nm 820 mil.  | 1,21 V  | 120 W      | ---         | 1333 MHz | ---       | ---        | L1=4x64KB L2=2x6MB L3=0MB   | Sì   | Sì   | No   | Sì   | No   | Sì   | Harpertown  |
| Xeon DP E5462                  | 12 novembre 2007  | 771  | 4    | 2,8 GHz            | 7x    | 45 nm 820 mil.  | 1,21 V  | 80 W       | ---         | 1600 MHz | ---       | ---        | L1=4x64KB L2=2x6MB L3=0MB   | Sì   | Sì   | No   | Sì   | No   | Sì   | Harpertown  |
| Xeon DP E5472                  | 12 novembre 2007  | 771  | 4    | 3 GHz              | 7,5x  | 45 nm 820 mil.  | 1,21 V  | 80 W       | ---         | 1600 MHz | ---       | ---        | L1=4x64KB L2=2x6MB L3=0MB   | Sì   | Sì   | No   | Sì   | No   | Sì   | Harpertown  |
| Xeon DP X5472                  | 12 novembre 2007  | 771  | 4    | 3 GHz              | 7,5x  | 45 nm 820 mil.  | 1,21 V  | 120 W      | ---         | 1600 MHz | ---       | ---        | L1=4x64KB L2=2x6MB L3=0MB   | Sì   | Sì   | No   | Sì   | No   | Sì   | Harpertown  |
| Xeon DP X5482                  | 12 novembre 2007  | 771  | 4    | 3,2 GHz            | 8x    | 45 nm 820 mil.  | 1,21 V  | 150 W      | ---         | 1600 MHz | ---       | ---        | L1=4x64KB L2=2x6MB L3=0MB   | Sì   | Sì   | No   | Sì   | No   | Sì   | Harpertown  |
| Xeon DP X5470                  | 8 settembre 2008  | 771  | 4    | 3,33 GHz           | 10x   | 45 nm 820 mil.  | 1,21 V  | 120 W      | ---         | 1333 MHz | ---       | ---        | L1=4x64KB L2=2x6MB L3=0MB   | Sì   | Sì   | No   | Sì   | No   | Sì   | Harpertown  |
| Xeon DP X5492                  | 8 settembre 2008  | 771  | 4    | 3,4 GHz            | 8,5x  | 45 nm 820 mil.  | 1,21 V  | 150 W      | ---         | 1600 MHz | ---       | ---        | L1=4x64KB L2=2x6MB L3=0MB   | Sì   | Sì   | No   | Sì   | No   | Sì   | Harpertown  |
| Xeon DP L5408                  | 25 marzo 2008     | 771  | 4    | 2,13 GHz           | 8x    | 45 nm 820 mil.  | N.A.    | 40 W       | ---         | 1066 MHz | ---       | ---        | L1=4x64KB L2=2x6MB L3=0MB   | Sì   | Sì   | No   | Sì   | No   | Sì   | Harpertown  |
| Xeon DP L5410                  | 25 marzo 2008     | 771  | 4    | 2,33 GHz           | 7x    | 45 nm 820 mil.  | N.A.    | 50 W       | ---         | 1333 MHz | ---       | ---        | L1=4x64KB L2=2x6MB L3=0MB   | Sì   | Sì   | No   | Sì   | No   | Sì   | Harpertown  |
| Xeon DP L5420                  | 25 marzo 2008     | 771  | 4    | 2,5 GHz            | 7,5x  | 45 nm 820 mil.  | N.A.    | 50 W       | ---         | 1333 MHz | ---       | ---        | L1=4x64KB L2=2x6MB L3=0MB   | Sì   | Sì   | No   | Sì   | No   | Sì   | Harpertown  |
| Xeon DP L5430                  | 8 settembre 2008  | 771  | 4    | 2,66 GHz           | 8x    | 45 nm 820 mil.  | N.A.    | 50 W       | ---         | 1333 MHz | ---       | ---        | L1=4x64KB L2=2x6MB L3=0MB   | Sì   | Sì   | No   | Sì   | No   | Sì   | Harpertown  |
| Xeon DP E5502                  | 30 marzo 2009     | 1366 | 2    | 1,86 GHz           | 14x   | 45 nm           | 1,17 V  | 80 W       | 3-DDR3 800  | 133 MHz  | 4,8 GT/s  | ---        | L1=2x64KB L2=2x256KB L3=4MB | Sì   | Sì   | No   | Sì   | No   | Sì   | Gainestown  |
| Xeon DP E5504                  | 30 marzo 2009     | 1366 | 4    | 2 GHz              | 15x   | 45 nm           | 1,17 V  | 80 W       | 3-DDR3 800  | 133 MHz  | 4,8 GT/s  | ---        | L1=4x64KB L2=4x256KB L3=4MB | Sì   | Sì   | No   | Sì   | No   | Sì   | Gainestown  |
| Xeon DP E5506                  | 30 marzo 2009     | 1366 | 4    | 2,13 GHz           | 16x   | 45 nm           | 1,17 V  | 80 W       | 3-DDR3 800  | 133 MHz  | 4,8 GT/s  | ---        | L1=4x64KB L2=4x256KB L3=4MB | Sì   | Sì   | No   | Sì   | No   | Sì   | Gainestown  |
| Xeon DP E5520                  | 30 marzo 2009     | 1366 | 4    | 2,26 GHz           | 17x   | 45 nm 731 mil.  | 1,17 V  | 80 W       | 3-DDR3 1066 | 133 MHz  | 5,86 GT/s | ---        | L1=4x64KB L2=4x256KB L3=8MB | Sì   | Sì   | Sì   | Sì   | Sì   | Sì   | Gainestown  |
| Xeon DP E5530                  | 30 marzo 2009     | 1366 | 4    | 2,4 GHz            | 18x   | 45 nm 731 mil.  | 1,17 V  | 80 W       | 3-DDR3 1066 | 133 MHz  | 5,86 GT/s | ---        | L1=4x64KB L2=4x256KB L3=8MB | Sì   | Sì   | Sì   | Sì   | Sì   | Sì   | Gainestown  |
| Xeon DP E5540                  | 30 marzo 2009     | 1366 | 4    | 2,53 GHz           | 19x   | 45 nm 731 mil.  | 1,17 V  | 80 W       | 3-DDR3 1066 | 133 MHz  | 5,86 GT/s | ---        | L1=4x64KB L2=4x256KB L3=8MB | Sì   | Sì   | Sì   | Sì   | Sì   | Sì   | Gainestown  |
| Xeon DP X5550                  | 30 marzo 2009     | 1366 | 4    | 2,66 GHz           | 20x   | 45 nm 731 mil.  | 1,17 V  | 95 W       | 3-DDR3 1333 | 133 MHz  | 6,4 GT/s  | ---        | L1=4x64KB L2=4x256KB L3=8MB | Sì   | Sì   | Sì   | Sì   | Sì   | Sì   | Gainestown  |
| Xeon DP X5560                  | 30 marzo 2009     | 1366 | 4    | 2,8 GHz            | 21x   | 45 nm 731 mil.  | 1,17 V  | 95 W       | 3-DDR3 1333 | 133 MHz  | 6,4 GT/s  | ---        | L1=4x64KB L2=4x256KB L3=8MB | Sì   | Sì   | Sì   | Sì   | Sì   | Sì   | Gainestown  |
| Xeon DP X5570                  | 30 marzo 2009     | 1366 | 4    | 2,93 GHz           | 22x   | 45 nm 731 mil.  | 1,17 V  | 95 W       | 3-DDR3 1333 | 133 MHz  | 6,4 GT/s  | ---        | L1=4x64KB L2=4x256KB L3=8MB | Sì   | Sì   | Sì   | Sì   | Sì   | Sì   | Gainestown  |
| Xeon DP W5580                  | 30 marzo 2009     | 1366 | 4    | 3,2 GHz            | 24x   | 45 nm 731 mil.  | 1,17 V  | 130 W      | 3-DDR3 1333 | 133 MHz  | 6,4 GT/s  | ---        | L1=4x64KB L2=4x256KB L3=8MB | Sì   | Sì   | Sì   | Sì   | Sì   | Sì   | Gainestown  |
| Xeon DP L5506                  | 30 marzo 2009     | 1366 | 4    | 2,13 GHz           | 16x   | 45 nm           | N.A.    | 60 W       | 3-DDR3 800  | 133 MHz  | 4,8 GT/s  | ---        | L1=4x64KB L2=4x256KB L3=4MB | Sì   | Sì   | No   | Sì   | No   | Sì   | Gainestown  |
| Xeon DP L5520                  | 30 marzo 2009     | 1366 | 4    | 2,26 GHz           | 17x   | 45 nm 731 mil.  | N.A.    | 60 W       | 3-DDR3 1066 | 133 MHz  | 5,86 GT/s | ---        | L1=4x64KB L2=4x256KB L3=8MB | Sì   | Sì   | Sì   | Sì   | Sì   | Sì   | Gainestown  |
| Xeon MP                        |                   |      |      |                    |       |                 |         |            |             |          |           |            |                             |      |      |      |      |      |      |             |
| Xeon MP 1,4 GHz                | 12 marzo 2002     | 603  | 1    | 1,4 GHz            | 14x   | 180 nm 108 mil. | 1,75 V  | 64 W       | ---         | 400 MHz  | ---       | ---        | L1=8KB L2=256KB L3=512KB    | No   | No   | No   | No   | No   | No   | Foster      |
| Xeon MP 1,5 GHz                | 12 marzo 2002     | 603  | 1    | 1,5 GHz            | 15x   | 180 nm 108 mil. | 1,75 V  | 68 W       | ---         | 400 MHz  | ---       | ---        | L1=8KB L2=256KB L3=512KB    | No   | No   | No   | No   | No   | No   | Foster      |
| Xeon MP 1,5 GHz                | 12 marzo 2002     | 603  | 1    | 1,5 GHz            | 15x   | 180 nm N.A.     | 1,75 V  | 48 W       | ---         | 400 MHz  | ---       | ---        | L1=8KB L2=256KB L3=1MB      | No   | No   | No   | No   | No   | No   | Foster      |
| Xeon MP 1,6 GHz                | 12 marzo 2002     | 603  | 1    | 1,6 GHz            | 16x   | 180 nm N.A.     | 1,75 V  | 72 W       | ---         | 400 MHz  | ---       | ---        | L1=8KB L2=256KB L3=1MB      | No   | No   | No   | No   | No   | No   | Foster      |
| Xeon MP 1,5 GHz                | 4 novembre 2002   | 604  | 1    | 1,5 GHz            | 15x   | 130 nm 116 mil. | 1,475 V | 48 W       | ---         | 400 MHz  | ---       | ---        | L1=8KB L2=512KB L3=1MB      | No   | No   | Sì   | No   | No   | No   | Gallatin    |
| Xeon MP 1,9 GHz                | 4 novembre 2002   | 604  | 1    | 1,9 GHz            | 19x   | 130 nm 116 mil. | 1,475 V | 55 W       | ---         | 400 MHz  | ---       | ---        | L1=8KB L2=512KB L3=1MB      | No   | No   | Sì   | No   | No   | No   | Gallatin    |
| Xeon MP 2,0 GHz                | 4 novembre 2002   | 604  | 1    | 2,0 GHz            | 20x   | 130 nm 178 mil. | 1,475 V | 57 W       | ---         | 400 MHz  | ---       | ---        | L1=8KB L2=512KB L3=2MB      | No   | No   | Sì   | No   | No   | No   | Gallatin    |
| Xeon MP 2,0 GHz                | 30 giugno 2003    | 604  | 1    | 2,0 GHz            | 20x   | 130 nm 116 mil. | 1,475 V | 57 W       | ---         | 400 MHz  | ---       | ---        | L1=8KB L2=512KB L3=1MB      | No   | No   | Sì   | No   | No   | No   | Gallatin    |
| Xeon MP 2,5 GHz                | 30 giugno 2003    | 604  | 1    | 2,5 GHz            | 25x   | 130 nm 116 mil. | 1,475 V | 66 W       | ---         | 400 MHz  | ---       | ---        | L1=8KB L2=512KB L3=1MB      | No   | No   | Sì   | No   | No   | No   | Gallatin    |
| Xeon MP 2,8 GHz                | 30 giugno 2003    | 604  | 1    | 2,8 GHz            | 28x   | 130 nm 178 mil. | 1,475 V | 72 W       | ---         | 400 MHz  | ---       | ---        | L1=8KB L2=512KB L3=2MB      | No   | No   | Sì   | No   | No   | No   | Gallatin    |
| Xeon MP 2,2 GHz                | 2 marzo 2004      | 604  | 1    | 2,2 GHz            | 22x   | 130 nm 178 mil. | 1,475 V | 65 W       | ---         | 533 MHz  | ---       | ---        | L1=8KB L2=512KB L3=2MB      | No   | No   | Sì   | No   | No   | No   | Gallatin    |
| Xeon MP 2,7 GHz                | 2 marzo 2004      | 604  | 1    | 2,7 GHz            | 27x   | 130 nm 178 mil. | 1,475 V | 80 W       | ---         | 533 MHz  | ---       | ---        | L1=8KB L2=512KB L3=2MB      | No   | No   | Sì   | No   | No   | No   | Gallatin    |
| Xeon MP 3,06 GHz               | 2 marzo 2004      | 604  | 1    | 3,06 GHz           | 30x   | 130 nm 327 mil. | 1,5 V   | 85 W       | ---         | 533 MHz  | ---       | ---        | L1=8KB L2=512KB L3=4MB      | No   | No   | Sì   | No   | No   | No   | Gallatin    |
| Xeon MP 2,83 GHz               | 29 marzo 2005     | 604  | 1    | 2,83 GHz           | 17x   | 90 nm           | 1,3 V   | 129 W      | ---         | 667 MHz  | ---       | ---        | L1=16KB L2=1MB L3=4MB       | Sì   | Sì   | Sì   | No   | No   | No   | Potomac     |
| Xeon MP 3,0 GHz                | 29 marzo 2005     | 604  | 1    | 3,0 GHz            | 18x   | 90 nm           | 1,3 V   | 129 W      | ---         | 667 MHz  | ---       | ---        | L1=16KB L2=1MB L3=8MB       | Sì   | Sì   | Sì   | No   | No   | No   | Potomac     |
| Xeon MP 3,33 GHz               | 29 marzo 2005     | 604  | 1    | 3,33 GHz           | 20x   | 90 nm           | 1,3 V   | 129 W      | ---         | 667 MHz  | ---       | ---        | L1=16KB L2=1MB L3=8MB       | Sì   | Sì   | Sì   | No   | No   | No   | Potomac     |
| Xeon MP 3,16 GHz               | 29 marzo 2005     | 604  | 1    | 3,16 GHz           | 19x   | 90 nm 125 mil.  | 1,3 V   | 110 W      | ---         | 667 MHz  | ---       | ---        | L1=16KB L2=1MB L3=0MB       | Sì   | Sì   | Sì   | No   | No   | No   | Cranfords   |
| Xeon MP 3,66 GHz               | 29 marzo 2005     | 604  | 1    | 3,66 GHz           | 22x   | 90 nm 125 mil.  | 1,3 V   | 110 W      | ---         | 667 MHz  | ---       | ---        | L1=16KB L2=1MB L3=0MB       | Sì   | Sì   | Sì   | No   | No   | No   | Cranfords   |
| Xeon MP 7020                   | 2 novembre 2005   | 604  | 2    | 2,66 GHz           | 16x   | 90 nm 230 mil.  | 1,3 V   | 165 W      | ---         | 667 MHz  | ---       | ---        | L1=2x16KB L2=2x1MB L3=0MB   | Sì   | Sì   | Sì   | Sì   | No   | Sì   | Paxville    |
| Xeon MP 7030                   | 2 novembre 2005   | 604  | 2    | 2,8 GHz            | 14x   | 90 nm 230 mil.  | 1,3 V   | 165 W      | ---         | 800 MHz  | ---       | ---        | L1=2x16KB L2=2x1MB L3=0MB   | Sì   | Sì   | Sì   | Sì   | No   | Sì   | Paxville    |
| Xeon MP 7040                   | 2 novembre 2005   | 604  | 2    | 3 GHz              | 18x   | 90 nm 376 mil.  | 1,3 V   | 165 W      | ---         | 667 MHz  | ---       | ---        | L1=2x16KB L2=2x2MB L3=0MB   | Sì   | Sì   | Sì   | Sì   | No   | Sì   | Paxville    |
| Xeon MP 7041                   | 2 novembre 2005   | 604  | 2    | 3 GHz              | 15x   | 90 nm 376 mil.  | 1,3 V   | 165 W      | ---         | 800 MHz  | ---       | ---        | L1=2x16KB L2=2x2MB L3=0MB   | Sì   | Sì   | Sì   | Sì   | No   | Sì   | Paxville    |
| Xeon MP 7110N                  | 29 agosto 2006    | 604  | 2    | 2,5 GHz            | 15x   | 65 nm           | 1,25 V  | 95 W       | ---         | 667 MHz  | ---       | ---        | L1=2x16KB L2=2x1MB L3=4MB   | Sì   | Sì   | Sì   | Sì   | No   | Sì   | Tulsa       |
| Xeon MP 7110M                  | 29 agosto 2006    | 604  | 2    | 2,6 GHz            | 13x   | 65 nm           | 1,25 V  | 95 W       | ---         | 800 MHz  | ---       | ---        | L1=2x16KB L2=2x1MB L3=4MB   | Sì   | Sì   | Sì   | Sì   | No   | Sì   | Tulsa       |
| Xeon MP 7120N                  | 29 agosto 2006    | 604  | 2    | 3,0 GHz            | 18x   | 65 nm           | 1,25 V  | 95 W       | ---         | 667 MHz  | ---       | ---        | L1=2x16KB L2=2x1MB L3=4MB   | Sì   | Sì   | Sì   | Sì   | No   | Sì   | Tulsa       |
| Xeon MP 7120M                  | 29 agosto 2006    | 604  | 2    | 3,0 GHz            | 15x   | 65 nm           | 1,25 V  | 95 W       | ---         | 800 MHz  | ---       | ---        | L1=2x16KB L2=2x1MB L3=4MB   | Sì   | Sì   | Sì   | Sì   | No   | Sì   | Tulsa       |
| Xeon MP 7130N                  | 29 agosto 2006    | 604  | 2    | 3,16 GHz           | 19x   | 65 nm           | 1,25 V  | 130 W      | ---         | 667 MHz  | ---       | ---        | L1=2x16KB L2=2x1MB L3=8MB   | Sì   | Sì   | Sì   | Sì   | No   | Sì   | Tulsa       |
| Xeon MP 7130M                  | 29 agosto 2006    | 604  | 2    | 3,2 GHz            | 16x   | 65 nm           | 1,25 V  | 130 W      | ---         | 800 MHz  | ---       | ---        | L1=2x16KB L2=2x1MB L3=8MB   | Sì   | Sì   | Sì   | Sì   | No   | Sì   | Tulsa       |
| Xeon MP 7140N                  | 29 agosto 2006    | 604  | 2    | 3,33 GHz           | 20x   | 65 nm 1328 mil. | 1,25 V  | 150 W      | ---         | 667 MHz  | ---       | ---        | L1=2x16KB L2=2x1MB L3=16MB  | Sì   | Sì   | Sì   | Sì   | No   | Sì   | Tulsa       |
| Xeon MP 7140M                  | 29 agosto 2006    | 604  | 2    | 3,4 GHz            | 17x   | 65 nm 1328 mil. | 1,25 V  | 150 W      | ---         | 800 MHz  | ---       | ---        | L1=2x16KB L2=2x1MB L3=16MB  | Sì   | Sì   | Sì   | Sì   | No   | Sì   | Tulsa       |
| Xeon MP 7150N                  | 2007              | 604  | 2    | 3,5 GHz            | 21x   | 65 nm 1328 mil. | 1,25 V  | 150 W      | ---         | 667 MHz  | ---       | ---        | L1=2x16KB L2=2x1MB L3=16MB  | Sì   | Sì   | Sì   | Sì   | No   | Sì   | Tulsa       |
| Xeon MP E7210                  | 6 settembre 2007  | 604  | 2    | 2,4 GHz            | 9x    | 65 nm           | 1,24 V  | 80 W       | ---         | 1066 MHz | ---       | ---        | L1=2x64KB L2=4MB            | Sì   | Sì   | No   | Sì   | No   | Sì   | Tigerton    |
| Xeon MP E7220                  | 6 settembre 2007  | 604  | 2    | 2,93 GHz           | 11x   | 65 nm           | 1,24 V  | 80 W       | ---         | 1066 MHz | ---       | ---        | L1=2x64KB L2=4MB            | Sì   | Sì   | No   | Sì   | No   | Sì   | Tigerton    |
| Xeon MP E7310                  | 6 settembre 2007  | 604  | 4    | 1,6 GHz            | 6x    | 65 nm           | 1,24 V  | 80 W       | ---         | 1066 MHz | ---       | ---        | L1=4x64KB L2=2x2MB          | Sì   | Sì   | No   | Sì   | No   | Sì   | Tigerton    |
| Xeon MP E7320                  | 6 settembre 2007  | 604  | 4    | 2,13 GHz           | 8x    | 65 nm           | 1,24 V  | 80 W       | ---         | 1066 MHz | ---       | ---        | L1=4x64KB L2=2x2MB          | Sì   | Sì   | No   | Sì   | No   | Sì   | Tigerton    |
| Xeon MP E7330                  | 6 settembre 2007  | 604  | 4    | 2,4 GHz            | 9x    | 65 nm           | 1,24 V  | 80 W       | ---         | 1066 MHz | ---       | ---        | L1=4x64KB L2=2x3MB          | Sì   | Sì   | No   | Sì   | No   | Sì   | Tigerton    |
| Xeon MP E7340                  | 6 settembre 2007  | 604  | 4    | 2,4 GHz            | 9x    | 65 nm 582 mil.  | 1,24 V  | 80 W       | ---         | 1066 MHz | ---       | ---        | L1=4x64KB L2=2x4MB          | Sì   | Sì   | No   | Sì   | No   | Sì   | Tigerton    |
| Xeon MP X7350                  | 6 settembre 2007  | 604  | 4    | 2,93 GHz           | 11x   | 65 nm 582 mil.  | 1,24 V  | 130 W      | ---         | 1066 MHz | ---       | ---        | L1=4x64KB L2=2x4MB          | Sì   | Sì   | No   | Sì   | No   | Sì   | Tigerton    |
| Xeon MP L7345                  | 6 settembre 2007  | 604  | 4    | 1,86 GHz           | 7x    | 65 nm 582 mil.  | 1,1 V   | 50 W       | ---         | 1066 MHz | ---       | ---        | L1=4x64KB L2=2x4MB          | Sì   | Sì   | No   | Sì   | No   | Sì   | Tigerton    |
| Xeon MP E7420                  | 16 settembre 2008 | 604  | 4    | 2,13 GHz           | 8x    | 45 nm           | 1,45 V  | 80 W       | ---         | 1066 MHz | ---       | ---        | L1=4x64KB L2=2x3MB L3=8MB   | Sì   | Sì   | No   | Sì   | No   | Sì   | Dunnington  |
| Xeon MP E7430                  | 16 settembre 2008 | 604  | 4    | 2,13 GHz           | 8x    | 45 nm           | 1,45 V  | 80 W       | ---         | 1066 MHz | ---       | ---        | L1=4x64KB L2=2x3MB L3=12MB  | Sì   | Sì   | No   | Sì   | No   | Sì   | Dunnington  |
| Xeon MP E7440                  | 16 settembre 2008 | 604  | 4    | 2,4 GHz            | 9x    | 45 nm           | 1,45 V  | 80 W       | ---         | 1066 MHz | ---       | ---        | L1=4x64KB L2=2x3MB L3=12MB  | Sì   | Sì   | No   | Sì   | No   | Sì   | Dunnington  |
| Xeon MP E7450                  | 16 settembre 2008 | 604  | 6    | 2,4 GHz            | 9x    | 45 nm           | 1,45 V  | 90 W       | ---         | 1066 MHz | ---       | ---        | L1=6x64KB L2=3x3MB L3=12MB  | Sì   | Sì   | No   | Sì   | No   | Sì   | Dunnington  |
| Xeon MP X7460                  | 16 settembre 2008 | 604  | 6    | 2,66 GHz           | 10x   | 45 nm 1900 mil. | 1,45 V  | 130 W      | ---         | 1066 MHz | ---       | ---        | L1=6x64KB L2=3x3MB L3=16MB  | Sì   | Sì   | No   | Sì   | No   | Sì   | Dunnington  |
| Xeon MP L7445                  | 16 settembre 2008 | 604  | 4    | 2,13 GHz           | 8x    | 45 nm           | 1,45 V  | 50 W       | ---         | 1066 MHz | ---       | ---        | L1=4x64KB L2=2x3MB L3=12MB  | Sì   | Sì   | No   | Sì   | No   | Sì   | Dunnington  |
| Xeon MP L7455                  | 16 settembre 2008 | 604  | 6    | 2,13 GHz           | 8x    | 45 nm           | 1,45 V  | 65 W       | ---         | 1066 MHz | ---       | ---        | L1=6x64KB L2=3x3MB L3=12MB  | Sì   | Sì   | No   | Sì   | No   | Sì   | Dunnington  |